# Super Adventure Island II
 (avril 2025).
Si vous disposez d'ouvrages ou d'articles de référence ou si vous connaissez des sites web de qualité traitant du thème abordé ici, merci de compléter l'article en donnant les références utiles à sa vérifiabilité et en les liant à la section « Notes et références ».
Super Adventure Island II (高橋名人の大冒険島Ⅱ, Takahashi Meijin no Daibōken Jima Tsū) est un jeu vidéo de plates-formes par Hudson Soft sorti en 1994 sur Super Nintendo.

## Système de jeu
Super Adventure Island II tranche radicalement du style habituel de la série. Au lieu d'être un jeu de plateforme, cet épisode devient un jeu d'action / aventure dans la lignée de The Adventure of Link ou encore Wonder Boy in Monster World.
Le joueur incarne Master Higgins qui doit retrouver sa femme Tina perdue sur un archipel inconnu. Il devra visiter son environnement par le biais d'une carte où il sera confronté à des combats aléatoires; à l'instar d'un jeu de rôle japonais.
Lorsque le joueur atteint une zone, la vue passe alors à celle d'un jeu de plateforme et il devra acquérir des objets pour progresser ou pour devenir plus fort. Ainsi, il doit résoudre des puzzles et obtenir des armures ou des épées.
Ce jeu reste une exception dans la série puisque son style est inédit et sa difficulté est bien plus accessible. 